# Soulja Slim
James Adarryl Tapp, Jr. (Nueva Orleans, Luisiana; 9 de septiembre de 1977-26 de noviembre de 2003), más conocido como Soulja Slim, fue un rapero estadounidense. Logró mayor éxito con Master P en su sello No Limit Record.

## Vida
Se crio en el barrio de Magnolia Projects de New Orleans, Luisiana. Slim publicó su álbum debut The Dark Side, en Hype Enough Records en 1994 bajo el nombre de Magnolia Slim. En 1998 sacó a la venta Give It 2 'Em Raw bajo No Limit Records. Después estuvo una temporada en prisión por robo armado, no hay que olvidar que Slim era un adicto a la heroína y a la cocaína. Reapareció 3 años después con Streets Made Me para después mudarse a Cut Throat Committy, su propia compañía, a finales de 2002. El año siguiente sacó Years Later...A Few Months After, su última grabación. Soulja también colaboró en el super hit de Juvenile, "Slow Motion", único sencillo del rapero de Nueva Orleans en alcanzar el #1 en el Billboard Hot 100. Con él, y especialmente con B.G. mantenía una gran relación.

## Muerte
El 26 de noviembre de 2003 a las 5.45 p. m., fallecía Soulja Slim tras recibir 5 disparos (3 en la cara y 2 en el pecho) cuando se disponía a visitar a su madre en la casa de Nueva Orleans. Garelle Smith, de 22 años, fue arrestado el 30 de diciembre de 2003 acusado del asesinato, pero pronto fue liberado, apenas 3 meses después, al no tenerse pruebas suficientes. A día de hoy, el asesinato todavía sigue impune.

## Discografía

### Álbumes
- The Dark Side (1994)
- Give It 2 'Em Raw (1998)
- Streets Made Me (2001)
- Years Later (2002)
- Years Later...A Few Months After (2003)
- Greatest Hitz (2005)